# Долина (Синельниківський район)
Доли́на (до 2024 року — Кра́сне) — село в Україні, у Васильківській селищній територіальній громаді Синельниківського району Дніпропетровської області. Населення становить 76 осіб.

## Географія
Село Долина розташоване на заході Синельниківського району. На півдні межує з селом Аврамівка, на сході з селом Зоря, на півночі з селом Манвелівка та на заході з селом Шевченко. Поруч проходить залізниця, пасажирський зупинний пункт Крутоярка (за 7,2 км).

## Історія
11 серпня 2016 року Васильківська селищна рада, в ході децентралізації, об'єднана з Васильківською селищною громадою.
12 червня 2020 року, відповідно до розпорядження Кабінету Міністрів України № 709-р від «Про визначення адміністративних центрів та затвердження територій територіальних громад Дніпропетровської області», увійшло до складу Васильківської селищної громади.
19 липня 2020 року, в результаті адміністративно-територіальної реформи та ліквідації Васильківського району, село увійшло до складу новоутвореного Синельниківського району.
19 вересня 2024 року Верховна Рада підтримала перейменування села Красне на Долина. 26 вересня 2024 року перейменування набуло чинності.